# Красная Слобода (Смоленская область)
Красная Слобода — деревня в Вяземском районе Смоленской области России. Входит в состав Царёво-Займищенского сельского поселения. Население — 12 жителей (2007). 
Расположена в восточной части области в 40 км к северо-востоку от Вязьмы, в 1 км южнее автодороги М1 «Беларусь», на берегу реки Сежа. В 8 км северо-западнее деревни расположена железнодорожная станция Серго-Ивановская на линии Москва — Минск.

## История
В годы Великой Отечественной войны деревня была оккупирована гитлеровскими войсками в октябре 1941 года, освобождена в марте 1943 года. 